# 扎列奇耶市镇
扎列奇耶市镇（俄语：Заречное муниципальное образование）是俄罗斯联邦伊尔库茨克州下乌金斯克区所属的一个市镇。其下辖有1个居民点，行政中心为扎列奇耶。据2016年统计，该市镇的人口为328人。